# Parigi-Tours 2021
La Parigi-Tours 2021, centoquindicesima edizione della corsa e come quarantaquattresima prova dell'UCI ProSeries 2021 categoria 1.Pro, si svolse il 10 ottobre 2021 su un percorso di 212,3 km, con partenza da Chartres e arrivo a Tours, in Francia. La vittoria fu appannaggio del francese Arnaud Démare, il quale completò il percorso in 4h33'07", alla media di 46,639 km/h, precedendo il connazionale Franck Bonnamour e il belga Jasper Stuyven.
Sul traguardo di Tours 117 ciclisti, su 151 partiti da Chartres, portarono a termine la competizione.

## Squadre e corridori partecipanti
| N.      | Cod. | Squadra                |
| ------- | ---- | ---------------------- |
| 1-7     | DSM  | Team DSM               |
| 11-17   | ACT  | AG2R Citroën Team      |
| 21-27   | TFS  | Trek-Segafredo         |
| 31-37   | GFC  | Groupama-FDJ           |
| 41-47   | LTS  | Lotto Soudal           |
| 51-57   | COF  | Cofidis                |
| 61-67   | TJV  | Jumbo-Visma            |
| 71-77   | AFC  | Alpecin-Fenix          |
| 81-87   | BOH  | Bora-Hansgrohe         |
| 91-97   | TEN  | TotalEnergies          |
| 101-107 | ISN  | Israel Start-Up Nation |

| N.      | Cod. | Squadra                         |
| ------- | ---- | ------------------------------- |
| 111-117 | BBK  | B&B Hotels                      |
| 121-127 | IWG  | Intermarché-Wanty-Gobert        |
| 131-137 | ARK  | Team Arkéa-Samsic               |
| 141-147 | UXT  | Uno-X Pro Cycling Team          |
| 151-157 | DEL  | Delko                           |
| 161-167 | BWB  | Bingoal Pauwels Sauces WB       |
| 171-177 | SVB  | Sport Vlaanderen-Baloise        |
| 181-187 | AUB  | St Michel-Auber 93              |
| 191-197 | EUS  | Euskaltel-Euskadi               |
| 201-207 | XRL  | Xelliss-Roubaix-Lille Métropole |
| 211-217 | EKP  | Equipo Kern Pharma              |

## Ordine d'arrivo (Top 10)
| Pos. | Corridore        | Squadra     | Tempo    |
| ---- | ---------------- | ----------- | -------- |
| 1    | Arnaud Démare    | Groupama    | 4h33'07" |
| 2    | Franck Bonnamour | B&B Hotels  | s.t.     |
| 3    | Jasper Stuyven   | Trek        | s.t.     |
| 4    | Stan Dewulf      | AG2R        | a 3"     |
| 5    | Danny Van Poppel | Intermarché | a 40"    |
| 6    | Bryan Coquard    | B&B Hotels  | s.t.     |
| 7    | Arne Marit       | Sport Vl.   | s.t.     |
| 8    | Andrea Pasqualon | Intermarché | s.t.     |
| 9    | Julien Trarieux  | Delko       | s.t.     |
| 10   | Amaury Capiot    | Arkéa       | s.t.     |